# Lars Adler
Lars Adler (* 1976) ist ein deutscher Historiker, Archivar und Phaleristiker (Ordenskundler). Als Verfasser der maßgeblichen Werke und Studien zum Thema ist er Experte für die altbadischen Orden und die Orden und Ehrenzeichen des Großherzogtums Hessen.

## Leben
Adler studierte Mittlere und Neuere Geschichte, Philosophie und Historische Hilfswissenschaften an der Universität Leipzig (1997–1999) und der Ruprecht-Karls-Universität Heidelberg (1999–2002). Seine Magisterarbeit verfasste er über die Ältesten Ordensstiftungen der Markgrafen von Baden-Durlach zur Zeit der Gegenreformation und am Vorabend des Dreißigjährigen Krieges. 2006 wurde Lars Adler mit einer Heidelberger Dissertation über die Ordensstiftungen der Markgrafen von Baden zwischen 1584 und 1803 zum Dr. phil. promoviert. Für diese Doktorarbeit erhielt Adler 2008 als erster Preisträger den mit 1.000 Euro dotierten Johann-Daniel-Schöpflin-Preis, der seit 2008 alle zwei Jahre vom Förderverein des Generallandesarchivs Karlsruhe vergeben wird und nach dem Gelehrten Johann Daniel Schöpflin (1694–1771) benannt ist.
Nachdem er von 2000 bis 2002 wissenschaftliche Hilfskraft und danach bis 2006 wissenschaftlicher Assistent bei der Forschungsstelle Deutsche Inschriften an der Heidelberger Akademie der Wissenschaften war, folgte 2007–2009 das Archivreferendariat für den höheren Archivdienst im Bundesland Hessen (absolviert am Hessischen Staatsarchiv Darmstadt und an der Archivschule Marburg). Von Mai 2009 bis Ende April 2010 war Adler als Dienststellenleiter der beim Hessischen Staatsarchiv Darmstadt angesiedelten Archivberatungsstelle für Hessen tätig.
Lars Adler lebt in Darmstadt.

## Mitgliedschaften und Ehrenämter
- seit 2003 Mitglied der Deutschen Gesellschaft für Ordenskunde (DGO)
- 2007 bis 2010 Redakteur der Zeitschrift Orden und Ehrenzeichen. Das Magazin für Freunde der Phaleristik
- seit 2010 ordentliches Mitglied der Hessischen Historischen Kommission Darmstadt
- seit 2013 Vorsitzender des Wissenschaftlichen Beirates der DGO
- seit 2017 Vorstandsmitglied der Hessischen Historischen Kommission Darmstadt[3]
- seit 2020 Honorarprofessor (Landesgeschichte und Historische Hilfswissenschaften) an der Technischen Universität Darmstadt

## Publikationen

### Monographien
- Die ältesten Ordensstiftungen der Markgrafen von Baden-Durlach zur Zeit der Gegenreformation und am Vorabend des Dreißigjährigen Krieges. Eine Untersuchung des Ordenswesens im Spiegel der politisch-konfessionellen Zielsetzungen der badischen Landesherren, Magisterarbeit Heidelberg, Philosophisch-Historische Fakultät 2002.
- Die Ordensstiftungen der Markgrafen von Baden 1584–1803; adlige Korporationen im Spiegel fürstlicher Landespolitik (Phaleristische Monographien; Bd. 5), mit einem Vorwort von Bernhard Prinz von Baden, (zugleich: Heidelberger Dissertation 2006), Konstanz 2008, ISBN 3-937064-07-9.
- Der Großherzoglich Hessische Verdienstorden Philipps des Großmütigen. Zur Geschichte einer landesherrlichen Auszeichnung 1840–1918 (Schriftenreihe der Deutschen Gesellschaft für Ordenskunde e. V.; Bd. 4), Potsdam 2024, ISBN 978-3-00-079043-0.

### Studien (Auswahl)
- Friedrich Wilhelm von Steuben als Ritter des Markgräflich badischen Ordens der Treue. Der Fall einer durch Adelsanmaßung erlangten Ordensmitgliedschaft im 18. Jahrhundert, in: Herold-Jahrbuch NF 11 (2006), S. 9–32
- Die hessische Freiherr-vom-Stein-Plakette, in: Nassauische Annalen. Jb. des Vereins für nassauische Altertumskunde u. Geschichtsforschung, Bd. 120 (2010), S. 439–457
- Die Union von 1608 und der baden-durlachische Orden der goldenen Klippe, in: Albrecht Ernst / Anton Schindling (Hrsg.): Union und Liga 1608/09. Konfessionelle Bündnisse im Reich – Weichenstellung zum Religionskrieg? (= Veröffentlichungen der Kommission für geschichtliche Landeskunde in Baden-Württemberg, Reihe B: Forschungen; Bd. 178), Stuttgart 2010, S. 197–225, ISBN 978-3-17-020983-1.
- Die Pfarr-, Residenz- und Stadtkirche Babenhausen im Spiegel territorialer Adelsherrschaft, in: Evangelische Stadtkirche Babenhausen. Die Sanierung 2001–2006 (= Arbeitshefte des Landesamtes für Denkmalpflege Hessen, Bd. 24), Darmstadt 2014, S. 13–34, ISBN 978-3-8062-2957-8.
- Die Amtsmedaillen der großherzoglich hessischen Bürgermeister und Beigeordneten 1853–1918. Mit einer Nachbetrachtung bis ins Jahr 1935, in: Hessisches Jahrbuch für Landesgeschichte 64 (2014), S. 53–83.
- Das Allgemeine Ehrenzeichen „FÜR RETTUNG VON MENSCHENLEBEN“ und die Rettungsmedaille des Großherzogtums Hessen (1849–1918), in: Archiv für hessische Geschichte und Altertumskunde, NF 73 (2015), S. 307–348.
- Joachim II. von Brandenburg (1505–1571), in: Susan Richter / Armin Kohnle (Hrsg.): Herrschaft und Glaubenswechsel. Die Fürstenreformation im Reich und Europa in 28 Biographien (= Heidelberger Abhandlungen zur Mittleren und Neueren Geschichte; Bd. 24), Heidelberg 2016, S. 264–282, ISBN 978-3-8253-6656-8.

Eine vollständige Publikationsliste seiner ordenskundlichen Veröffentlichungen (Aufsätze/Studien) findet sich hier.